# Presbiterio (Iglesia presbiteriana)
El Presbiterio es el segundo cuerpo de gobierno de las Iglesias presbiterianas, en orden ascendente; sin embargo, en la estructura general de la Iglesia y dentro del orden presbiteriano, el presbiterio tiene una función central e inter-relacionante con los otros cuerpos de gobierno.